# Santuario Tsukuba

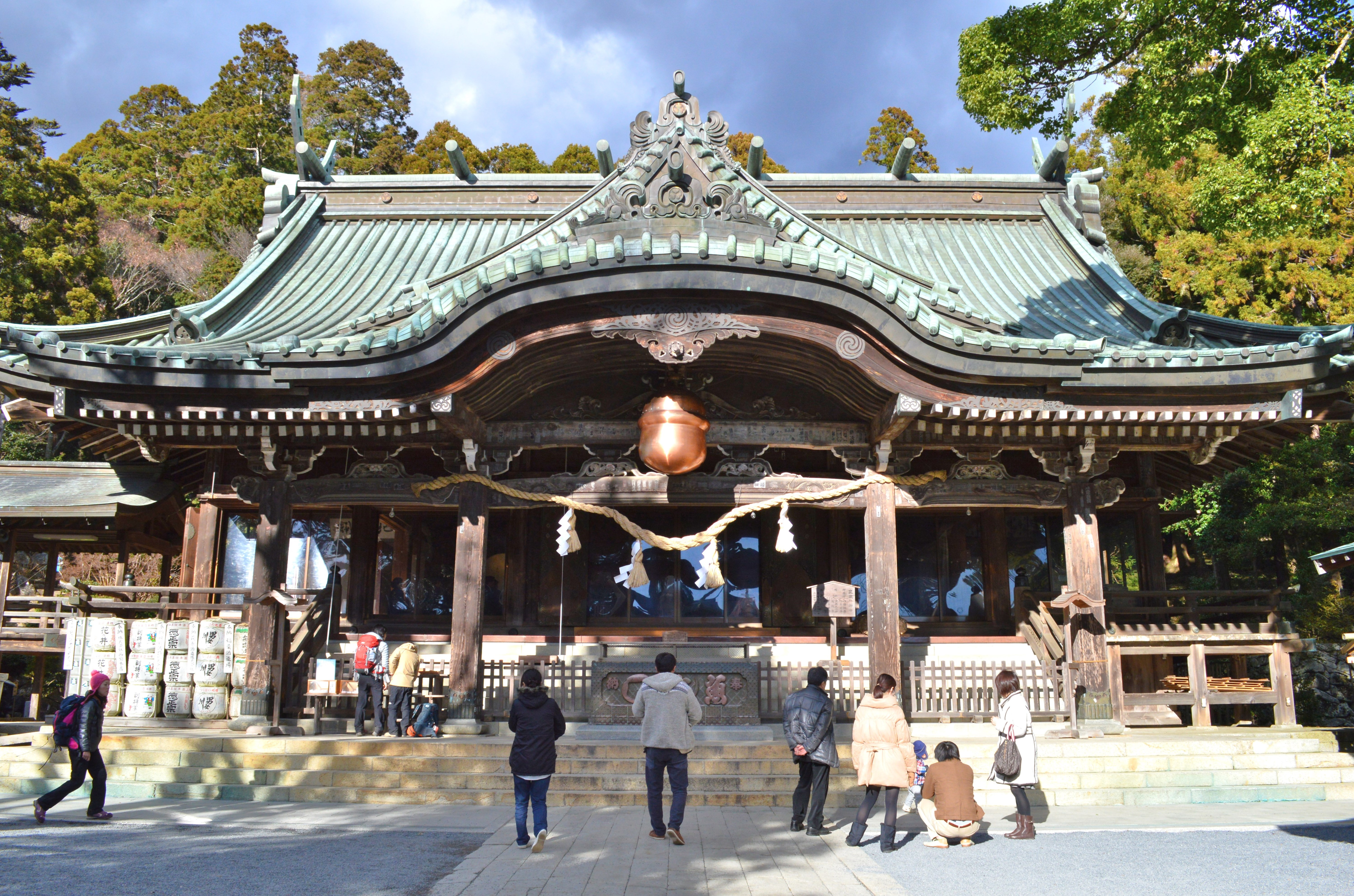
Acceso al edificio principal de oración, haiden.

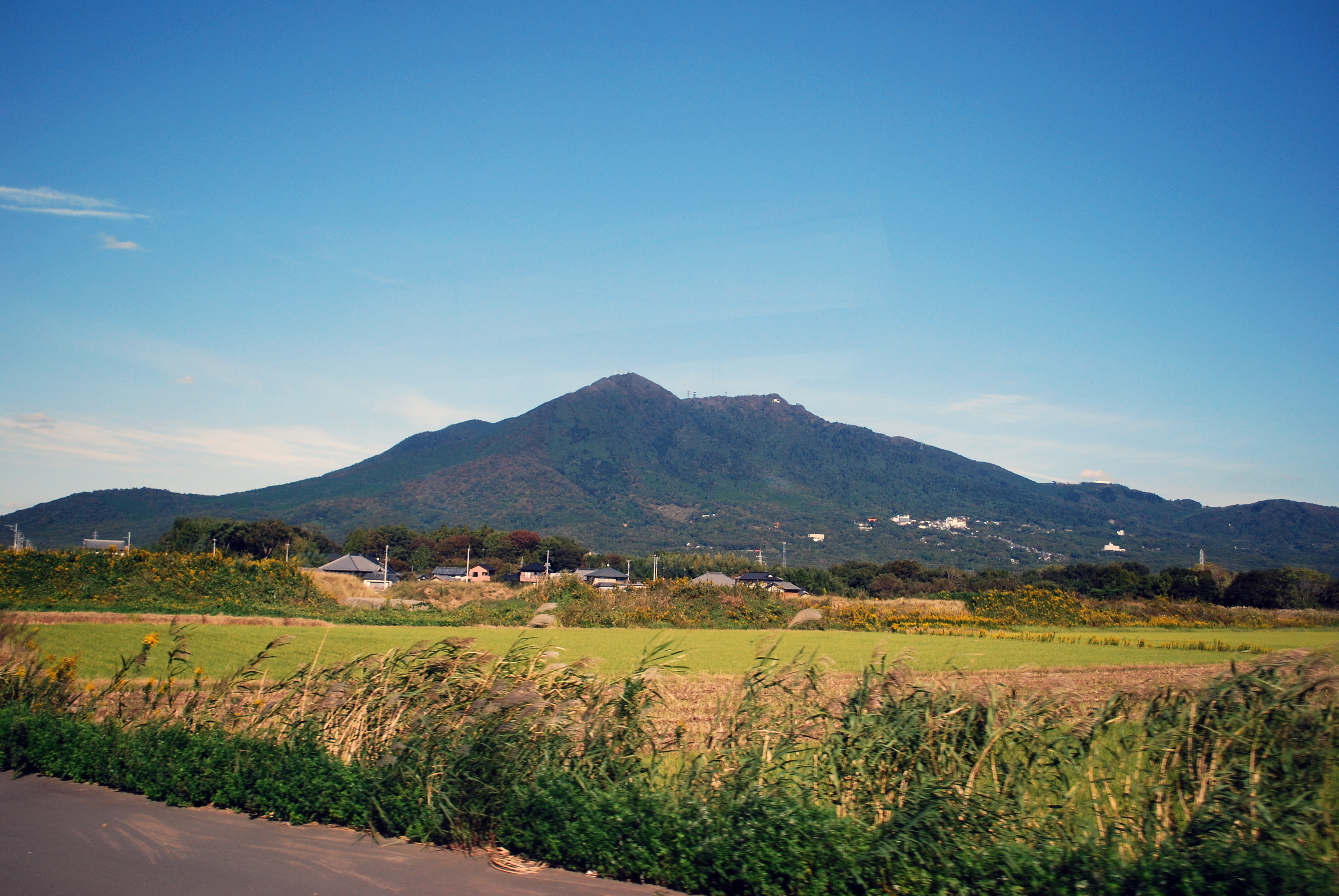
En el monte Tsukuba los dos picos representan, el oeste Nantai de 871 m, a la divinidad masculina Izanagi, y el este Nyotai de 877 m, a la divinidad femenina Izanami.

El santuario Tsukubasan  (筑波山神社 つくばさんじんじゃTsukubasan-jinja) corresponde a un lugar de culto sintoísta, ubicada en el monte Tsukuba de cumbre binaural (dos picos), en la ciudad de Tsukuba de la Prefectura de Ibaraki, en la llanura de Kantō, Japón.

## Culto
El santuario se compone de tres lugares principales:
- Santuario Nantaisan (男体山本殿) a una altitud de 871 m s. n. m. Kami masculino que representa a Izanagi (伊弉諾).
- Santuario Nyotaisan (女体山本殿) a una altitud de 877 m s. n. m. Kami femenino que representa a Izanami (伊弉冊).
- Salón de adoración Haiden (拝殿) a  una altura de 270 m s. n. m. Es el salón principal de adoración del santuario.

En el monte Tsukuba, el pico oeste de 871 m s. n. m. llamado Nantai, representa el cuerpo de hombre, que es la divinidad masculina Izanagi, y el pico este de 877 m s. n. m. llamado Nyotai, representa el cuerpo de mujer, que es la divinidad femenina Izanami.

## Deidades adoradas
Kami masculino  (男の神  Otoko no kami, 大神 Ōgami) Izanagi (伊弉諾).
Kami femenino  (女の神 Onna no kami, 女神 Megami) Izanami (伊弉冊).

## Historia
Se dice que el monte Tsukuba es venerado desde que las primeras poblaciones comenzaron a poblar la región de Kantō, base del culto sintoísta, donde se veneran los espíritus (Kami) de la naturaleza. El sintoísmo es la religión nativa de Japón, y el budismo ingresó en el siglo VI en el sur de Japón, pero su avance al norte del país fue lento.
La fecha de fundación del santuario es desconocida, la población de los alrededores, se formó junto al santuario, que está situado en la ladera sur del monte Tsukuba.
La fe es profunda, desde los tiempos en que se creó la Provincia de Hitachi (llamada actualmente Prefectura de Ibaraki). El santuario posee reliquias rituales provenientes desde esa época, correspondiente al siglo VIII.

## Galería de imágenes

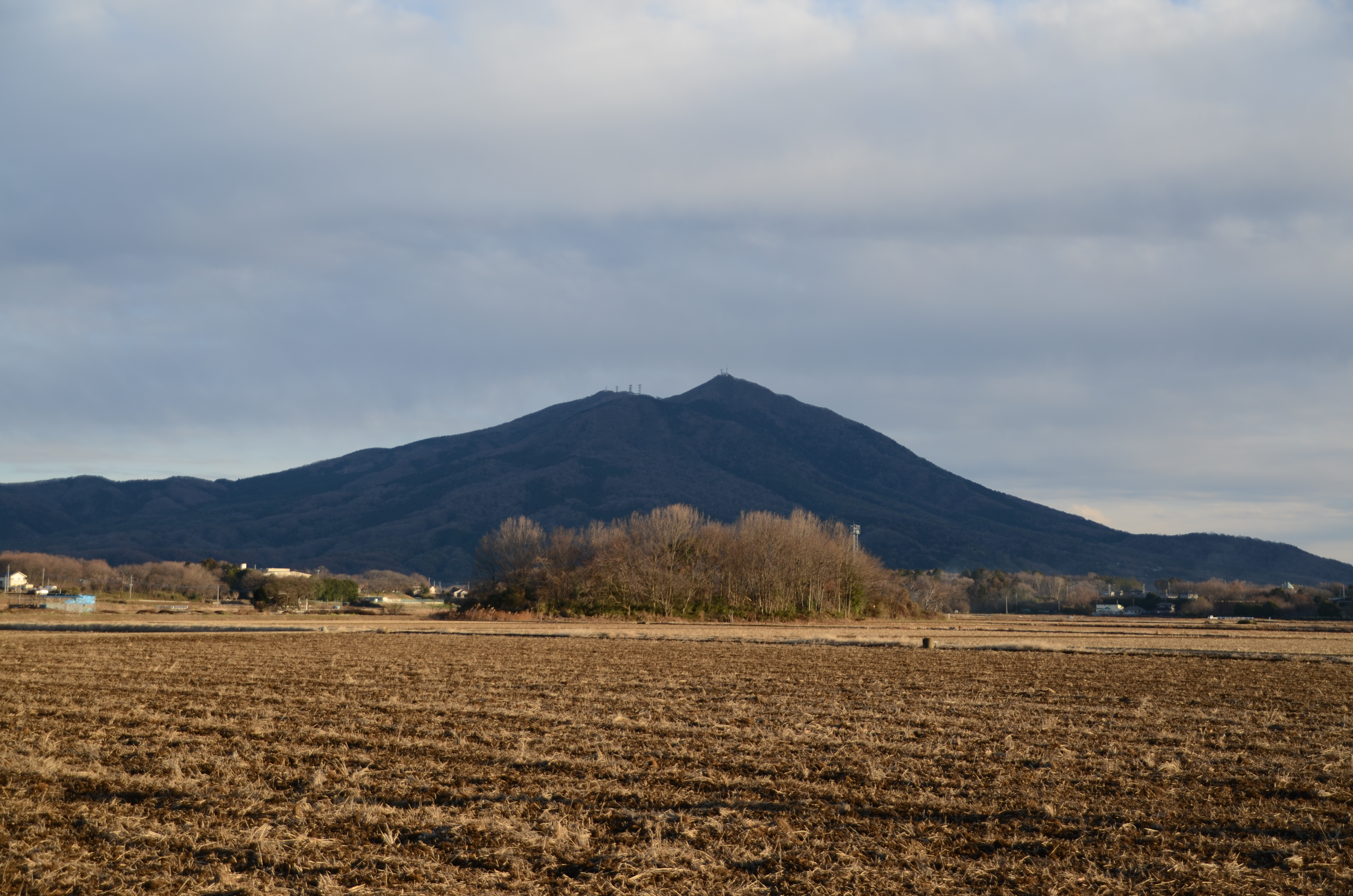
Vista del monte Tsukuba en invierno desde Tsukuba.
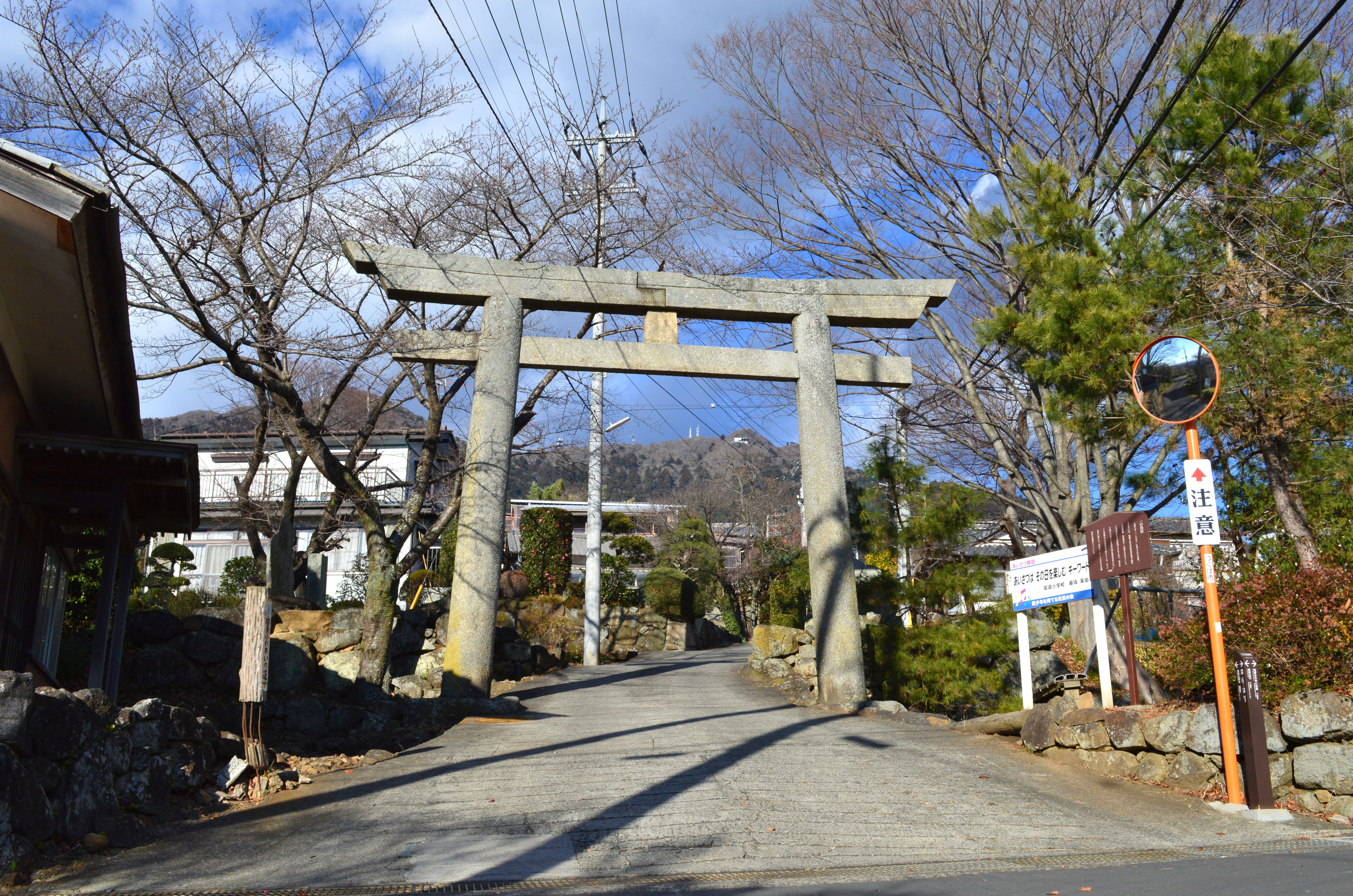
Puerta Torii en el santuario.
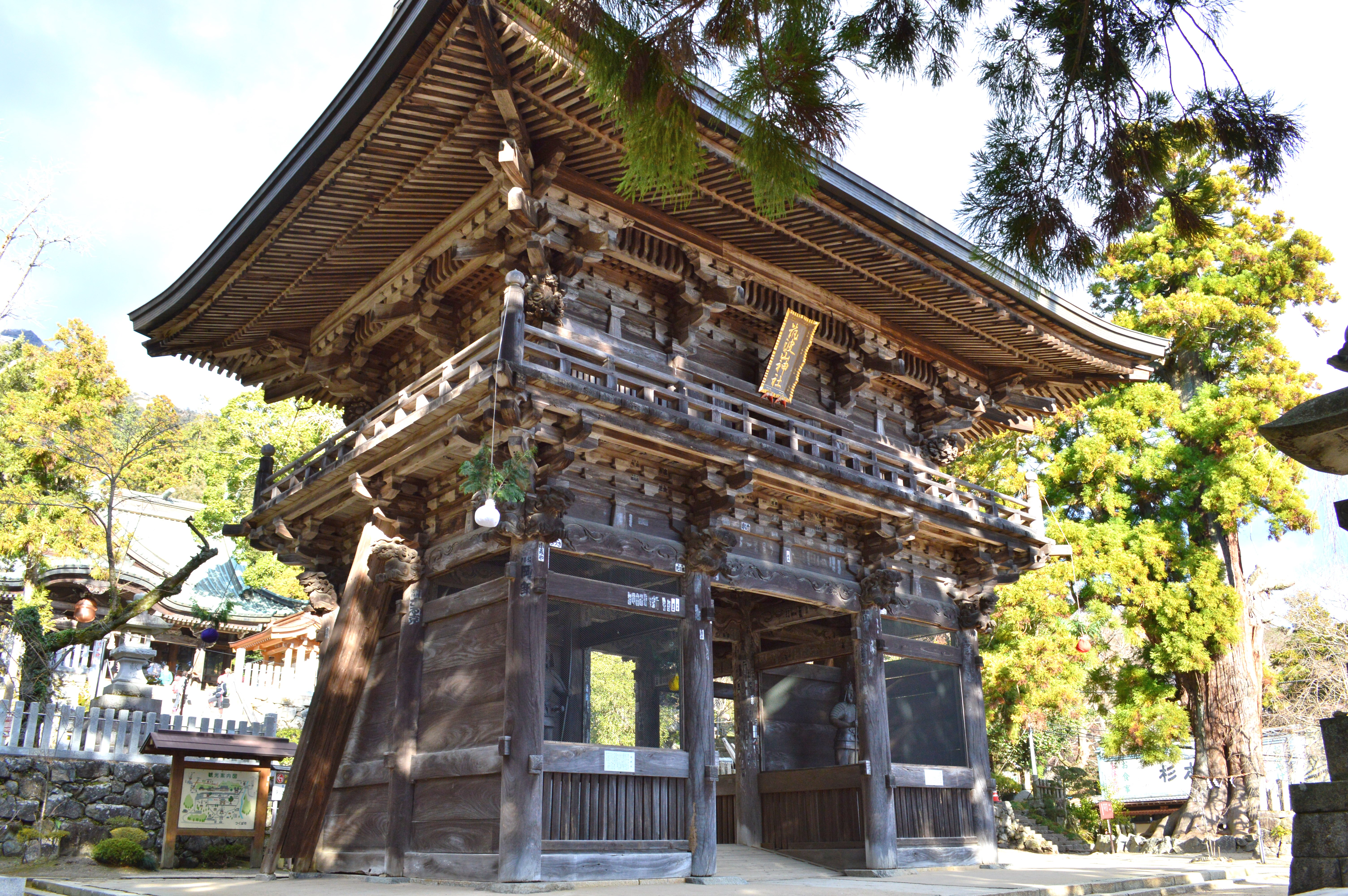
Zuishinmon (Puerta Zuishin).
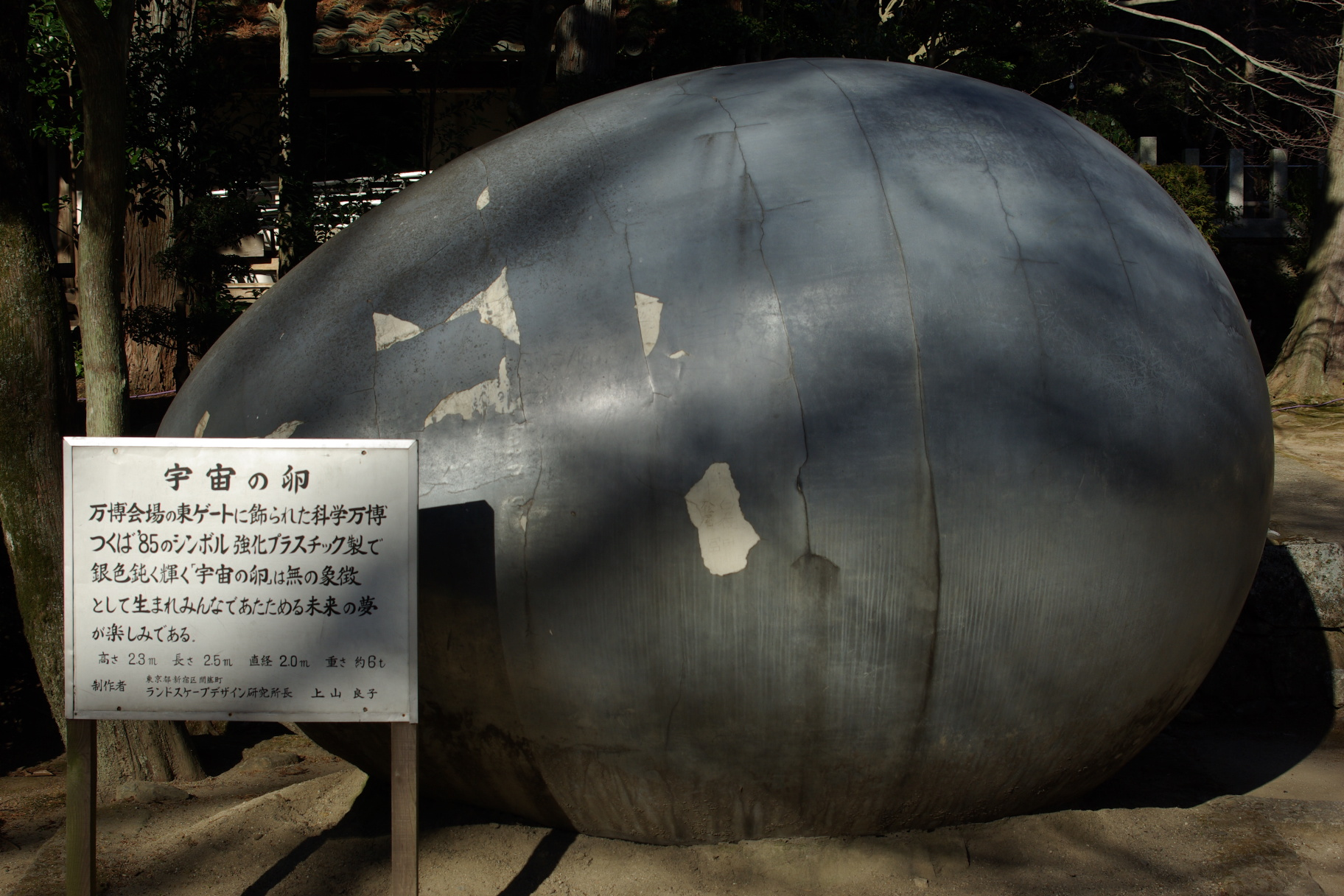
Uchū no tamago (Huevo del Universo en el santuario).
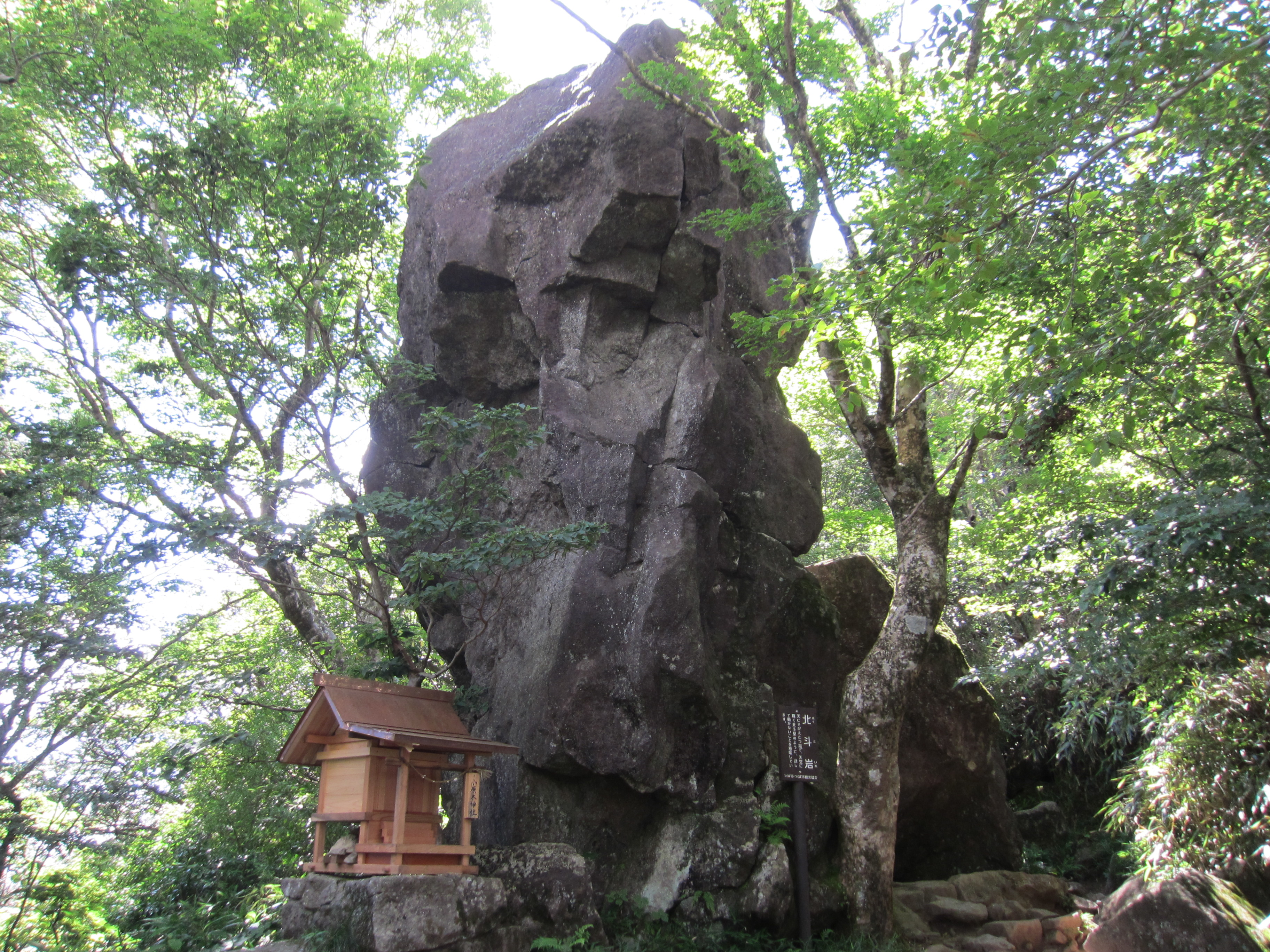
Oharagi Jinja (Árbol-Santuario Ohara).
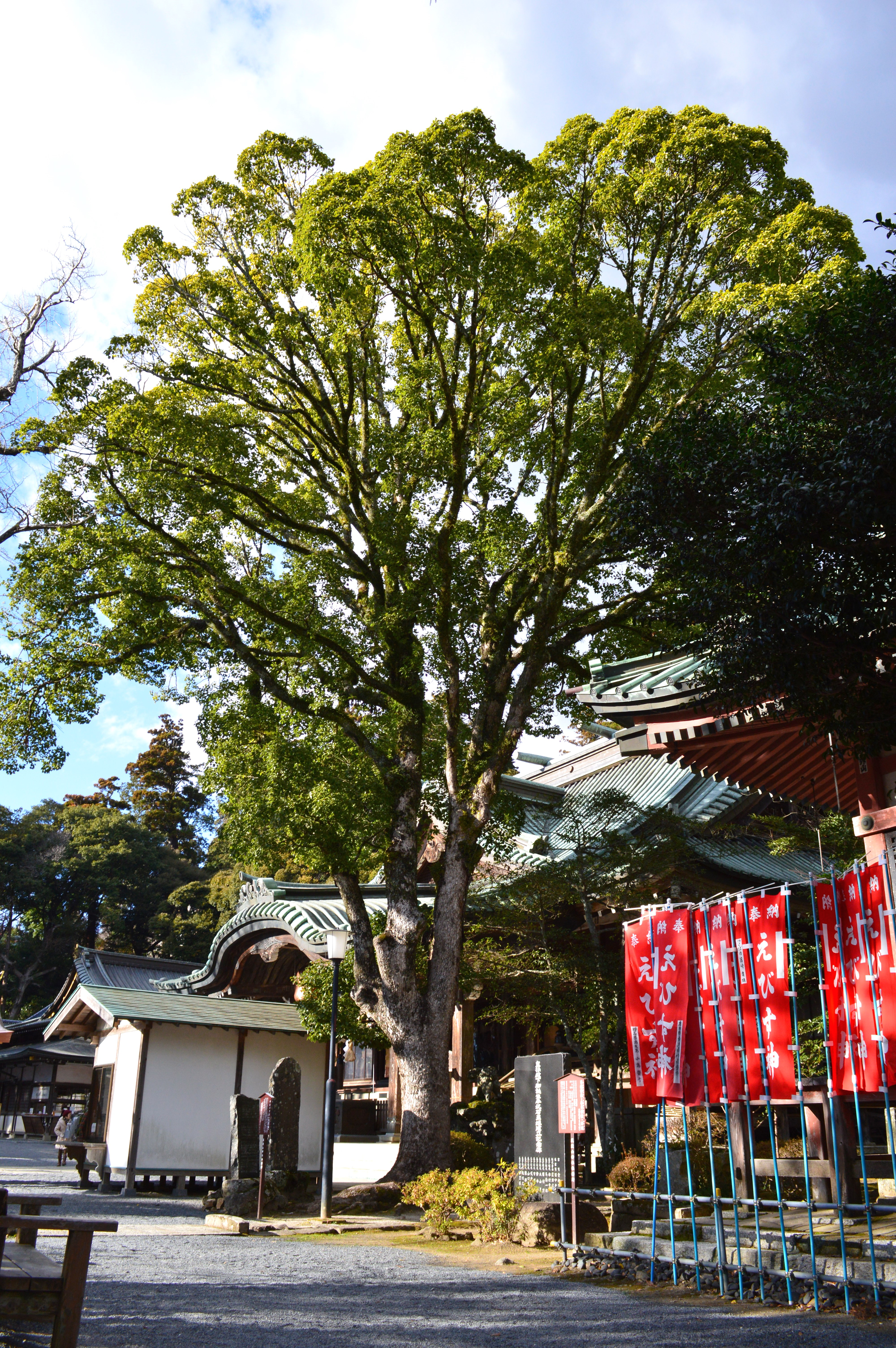
Marubakusu (Monumento natural del santuario).
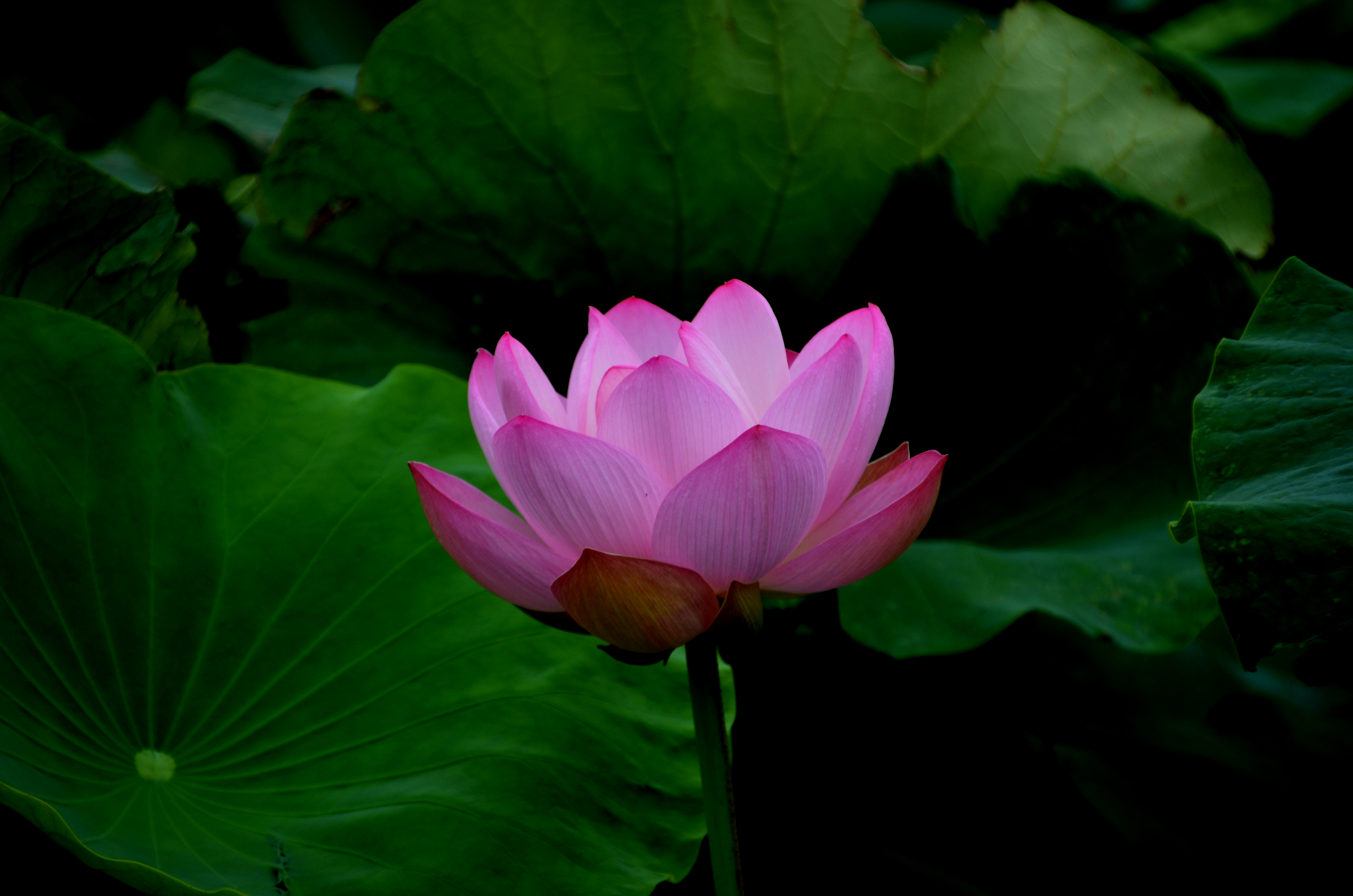
Flor de loto en el monte Tsukuba.
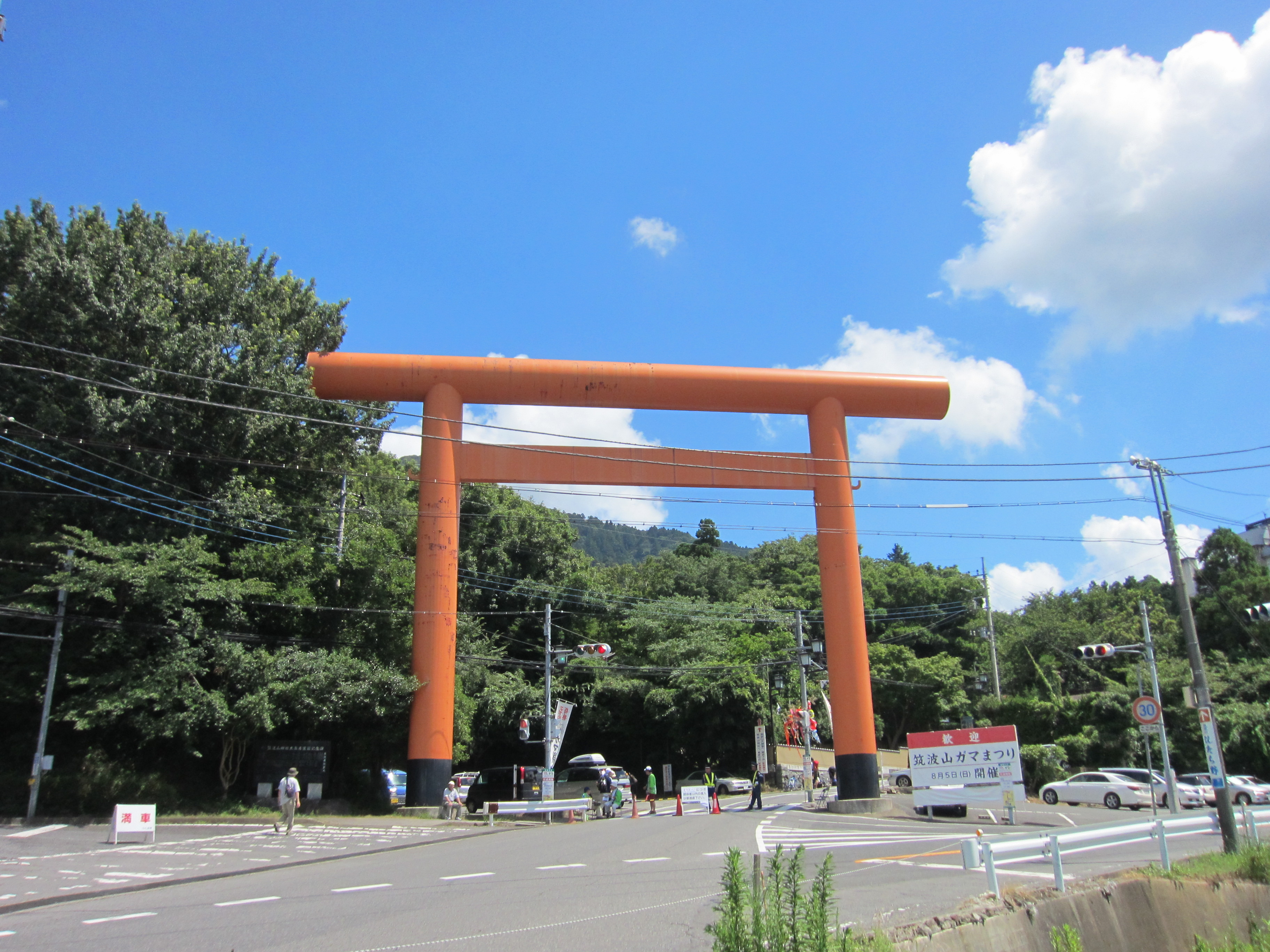
Puerta torii principal del santuario.
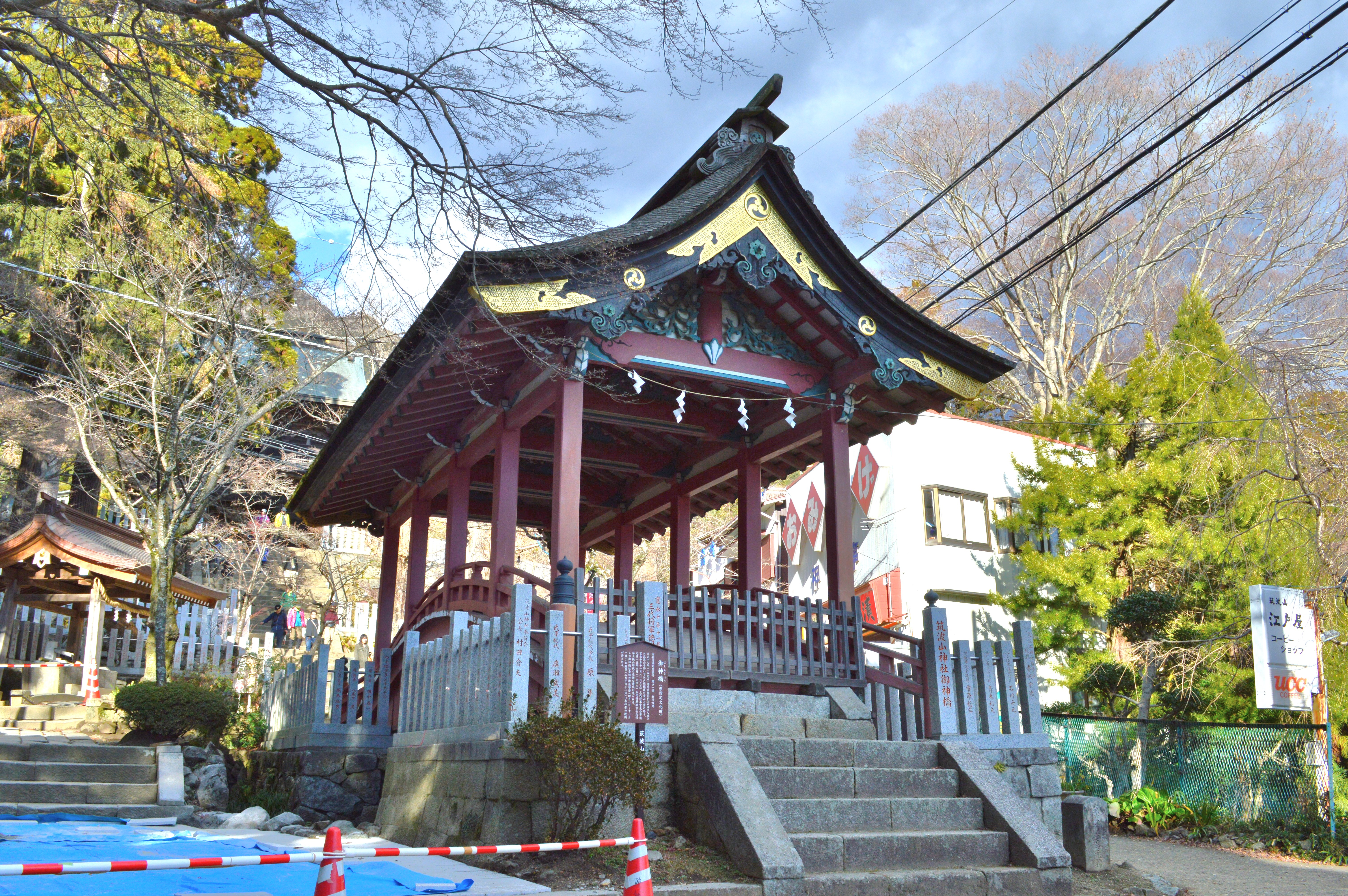
Puente del santuario (Shinkyō).
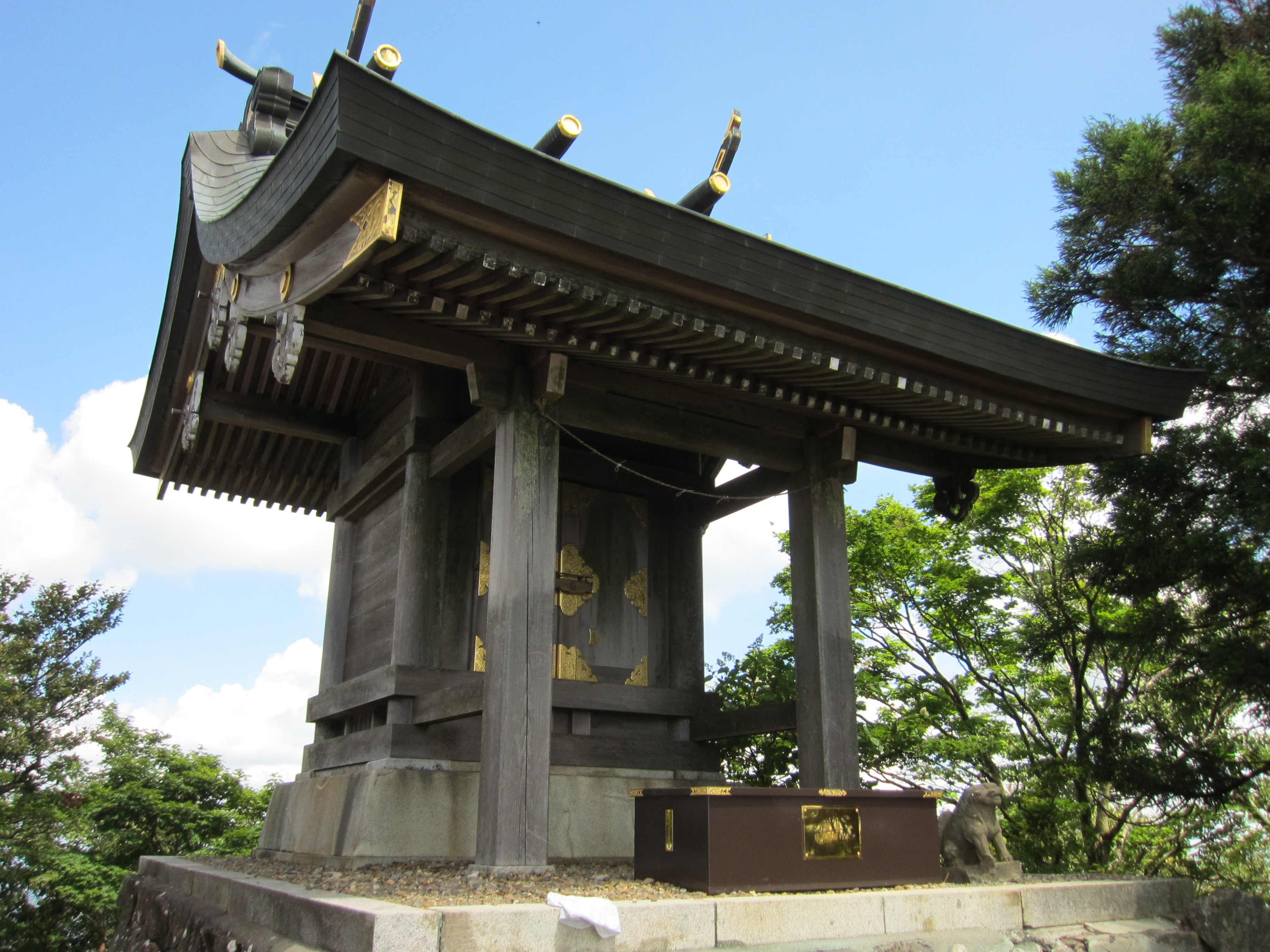
Santuario Nantaisan.
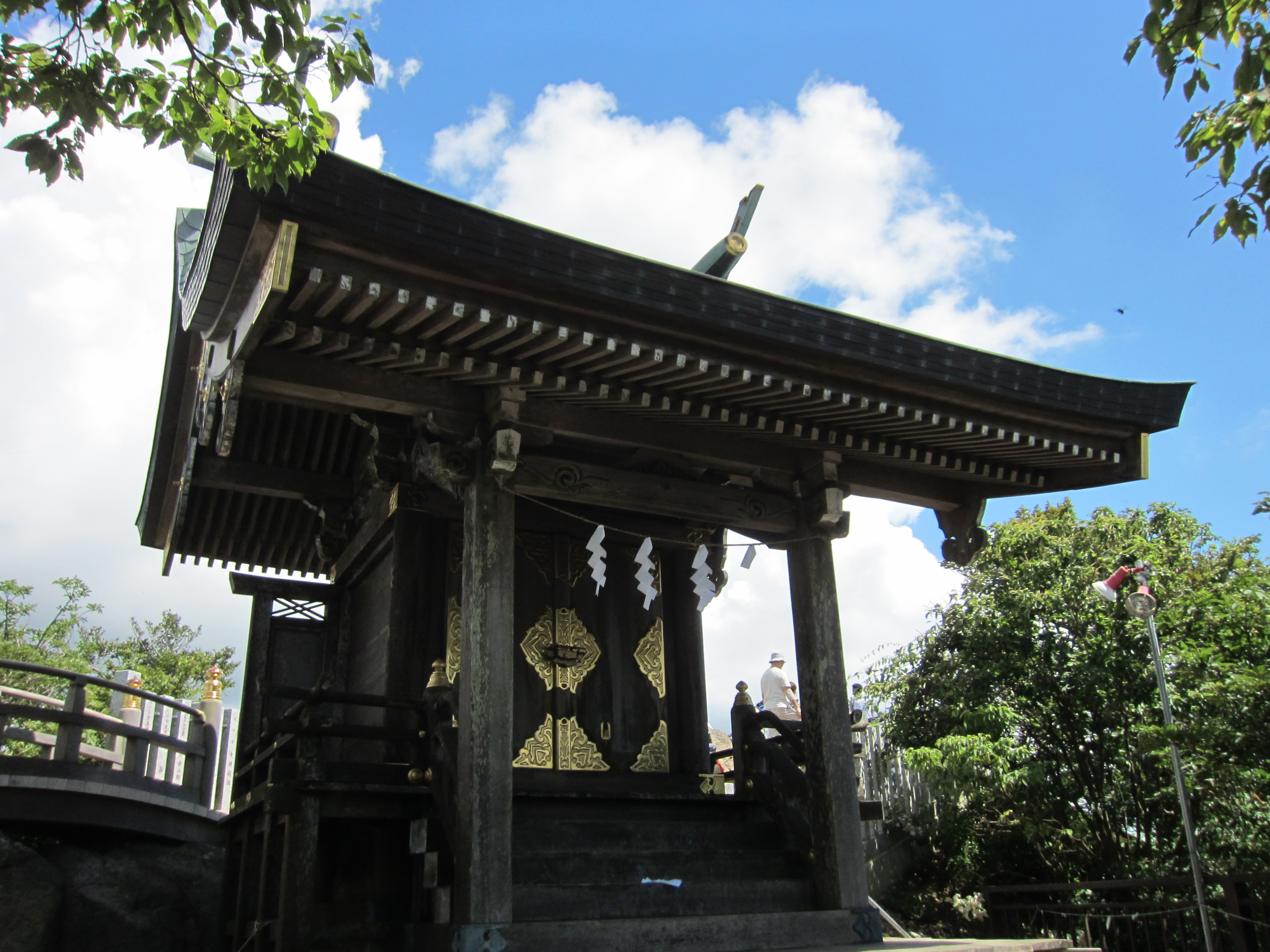
Santuario Nyotaisan.
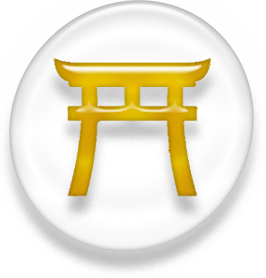
Símbolo del Sintoísmo